# Vasút a vadnyugaton
A Vasút a vadnyugaton (Hear That Lonesome Whistle Blow) Dee Brown 1977-ben írt nagy sikerű könyve.
A könyv bemutatja az amerikai vasút történetét, fejlődését az első gőzmozdony megérkezésétől az első transzkontinentális vasútvonal megépítésén át egészen az Amtrak megalakulásáig.
A könyvet a Kossuth könyvkiadó adta ki 1980-ban.

## Tartalomjegyzék
- A tüzes ló eléri a hatalmas Mississippit
- "Száguld szelek szárnyán"
- A harci ösvény rögös út
- "Verd a vasat mihaszna, másoké lesz a haszna!"
- A cowboykorszak nyitánya
- A nagy versenyfutás
- A transzkontinentális vasút első utasai
- Nyugat vasutasai
- Földet harácsoltunk – tőzsdén vár a dolgunk
- Ülő Bika és az északi vonal
- Gördülő elegancia
- A bevándorlók
- Eltűnik a határ
- A Tüzes Lóból a Sátán Lova lesz

## Magyarul
- Vasút a Vadnyugaton; ford. Tandori Dezső; Kossuth, Bp., 1980